# Ken Griffey Sr.
George Kenneth Griffey Sr. (Donora, 10 aprile 1950) è un ex giocatore di baseball statunitense che ha giocato nel ruolo di esterno nella Major League Baseball (MLB). È il padre del membro della Baseball Hall of Fame Ken Griffey Jr.

## Carriera
Griffey debuttò nella Major League Baseball il 25 agosto 1973 con i Cincinnati Reds. Quell'anno disputò solo 25 partite ma ebbe una media battuta di .384 con 3 fuoricampo. L'anno successivo salì a 88 partite. Nel 1975, Griffey si mise in luce con una media battuta di .305, con 4 home run e 46 punti battuti a casa (RBI), vincendo le World Series 1975 con la "Big Red Machine" di Cincinnati, in cui segnò il punto della vittoria in gara 7 su una valida di Joe Morgan. La sua miglior stagione fu quella del 1976, quando sfiorò il titolo di miglior battitore, giungendo secondo dietro a Bill Madlock dei Chicago Cubs, chiudendo con un record in carriera di .336. Quell'anno si classificò ottavo nel premio di MVP della National League.
I Reds vinsero il loro secondo titolo consecutivo nelle World Series 1976, ma quell'anno segnò anche l'inizio della fine della "Big Red Machine". Nelle successive quattro stagioni, Griffey batté con .318, .288, .316 e .294, con un totale di 43 fuoricampo. Nell'ultima annata di Griffey coi Reds, quella accorciata per sciopero del 1981, batté con .311 con 2 soli home run e 34 RBI.
Dopo la stagione 1981, Griffey (assieme alla maggior parte dei membri rimanenti della Big Red Machine) fu ceduto. Griffey passò ai New York Yankees, dove giocò dal 1982 al 1986. Furono annate segnate da infortuni dove batté con .306 con 11 fuoricampo e 46 RBIs nella migliore stagione con gli Yankees. Nel 1986, Griffey fu ceduto a metà stagione agli Atlanta Braves, dove disputò una sola stagione completa. Griffey fu scambiato nuovamente con Cincinnati nel mezzo della stagione 1988. Trascorse la stagione 1989 con i Reds, venendo svincolato a metà del 1990, anno in cui Reds vinsero il titolo, firmando con i Seattle Mariners dove giocava il figlio Ken Jr. I due divennero così la prima coppia di padre e figlio a giocare assieme per la stessa squadra. Nella prima partita di Griffey Sr. come Mariner, il 31 agosto 1990, batterono due singoli nel primo inning, andando entrambi a segnare un punto. Il 14 settembre, i due batterono due fuoricampo consecutivi contro i California Angels. Giocarono assieme 51 partite, prima che Griffey Sr. si ritirasse nel giugno 1991 dopo 19 stagioni.

## Palmarès

### Club
- World Series: 2

Cincinnati Reds: 1975, 1976

### Individuale
- MLB All-Star: 3

1976, 1977, 1980
- Cincinnati Red Hall of Fame